# Nicolás Almagro
Nicolás Almagro Sánchez Rolle (Murcia, 21. kolovoza 1985.) bivši je španjolski profesionalni tenisač.

## Životopis
Nicolás Almagro je sin Nicolása Almagra starijeg i Mercedes. Nadimak mu je Nico. Započeo je trenirati tenis s 8 godina. Treneri su mu Martin Gonzalez i Samuel Lopez.
Almagro je profesionalac od 2003. godine. Svoj prvi turnir osvojio je u Valenciji 2006. godine, pobijedivši u finalu Gillesa Simona (6:2, 6:3). Osvojio je 13 naslova na ATP turnirima. Na Grand Slam turnirima najdalje je otišao do četvrtfinala Australian Opena 2013. te Roland Garrosa, 2008., 2010. i 2012. godine. Također je osvojio zlatnu medalju na Mediteranskim igrama 2005. godine. Povremeno je (2008. i 2012.) nastupao za Španjolsku u Davis Cupu.

## Stil igre
Almagro je dešnjak, među manjinom tenisača koji odigravaju jednoručni backhand. Poput većine španjolskih tenisača, najbolje rezultate ostvaruje na zemljanoj podlozi. Igrač je osnovne crte s jakim forehandom i servisom koji ponekad doseže 215 km/h.

## Vanjske poveznice
- Profil na stranici ATP Toura (engl.)

## Ostali projekti
|  | Zajednički poslužitelj ima još gradiva o temi Nicolás Almagro |